# Cédric Soares
Cédric Ricardo Alves Soares (Singen, 31 augustus 1991) is een Duits-Portugees voetballer die doorgaans als rechtsback speelt. Hij tekende in juni 2015 bij Southampton, dat hem overnam van Sporting Lissabon. Soares debuteerde in 2014 in het Portugees voetbalelftal.

## Clubcarrière
Soares stroomde in 2010 door vanuit de jeugd van Sporting Lissabon. Hij debuteerde op 4 november 2010 in het eerste team van de club tijdens een wedstrijd in de Europa League tegen AA Gent. Het seizoen erna werd hij uitgeleend aan Académica Coimbra. Na vijf jaar en ruim 65 competitiewedstrijden in dienst van Sporting, tekende Soares in juni 2015 een contract tot in eerste instantie medio 2019 bij Southampton. In zijn eerste seizoen bij de club speelde hij 24 wedstrijden in de Premier League, waarvan 23 als basisspeler.

## Clubstatistieken
| Seizoen | Club              | Competitie     | Competitie | Competitie | Beker | Beker | Internationaal | Internationaal | Totaal | Totaal |
| Seizoen | Club              | Competitie     | Wed.       | Dlp.       | Wed.  | Dlp.  | Wed.           | Dlp.           | Wed.   | Dlp.   |
| ------- | ----------------- | -------------- | ---------- | ---------- | ----- | ----- | -------------- | -------------- | ------ | ------ |
| 2010/11 | Sporting Lissabon | Primeira Liga  | 2          | 0          | 1     | 0     | 2              | 0              | 5      | 0      |
| 2011/12 | → Académica       | Primeira Liga  | 24         | 0          | 5     | 0     | —              | —              | 29     | 0      |
| 2012/13 | Sporting Lissabon | Primeira Liga  | 13         | 1          | 3     | 0     | 7              | 0              | 23     | 1      |
| 2013/14 | Sporting Lissabon | Primeira Liga  | 28         | 1          | 3     | 0     | —              | —              | 31     | 1      |
| 2014/15 | Sporting Lissabon | Primeira Liga  | 24         | 0          | 3     | 0     | 7              | 0              | 34     | 0      |
| 2015/16 | Southampton       | Premier League | 24         | 0          | 2     | 0     | 1              | 0              | 27     | 0      |
| 2016/17 | Southampton       | Premier League | 30         | 0          | 3     | 0     | 1              | 0              | 34     | 0      |
| 2017/18 | Southampton       | Premier League | 32         | 0          | 4     | 1     | —              | —              | 36     | 1      |
| 2018/19 | Southampton       | Premier League | 18         | 1          | 4     | 0     | —              | —              | 22     | 1      |
| 2018/19 | Internazionale    | Serie A        | 4          | 0          | 1     | 0     | 4              | 0              | 9      | 0      |
| 2019/20 | Southampton       | Premier League | 16         | 0          | 3     | 1     | –              | –              | 19     | 1      |
| 2019/20 | Arsenal           | Premier League | 5          | 1          | 0     | 0     | –              | –              | 5      | 1      |
| 2020/21 | Arsenal           | Premier League | 8          | 0          | 5     | 0     | 7              | 0              | 20     | 0      |
| Totaal  | Totaal            | Totaal         | 228        | 4          | 37    | 2     | 29             | 0              | 294    | 6      |

Bijgewerkt t/m 3 maart 2021.

## Interlandcarrière
Soares speelde met Portugal –20 op het wereldkampioenschap voetbal onder 20 in Colombia (2011). Portugal haalde de finale, maar verloor die met 3–2 na een hattrick van Oscar. Later was hij actief voor Portugal –21 (tien interlands). Onder leiding van bondscoach Fernando Santos maakte hij zijn debuut in het Portugees voetbalelftal op zaterdag 11 oktober 2014 in de vriendschappelijke uitwedstrijd tegen Frankrijk (2–1), net als zijn clubgenoot João Mário. Santos nam Soares op 17 mei 2016 op in de Portugese selectie voor het Europees kampioenschap voetbal 2016 in Frankrijk, waarvoor hij drie kwalificatiewedstrijden speelde. Zijn landgenoten en hij wonnen hier voor het eerst in de geschiedenis van Portugal een groot landentoernooi. Een doelpunt van Éder in de verlenging besliste de finale tegen Frankrijk: 1–0. Soares nam in juni 2017 met Portugal deel aan de FIFA Confederations Cup 2017, waar de derde plaats werd bereikt. Portugal won in de troostfinale van Mexico (2–1 na verlenging).

## Erelijst
| Competitie        |                   |                   |                   |                   |
| Competitie        | Aantal            | Jaren             |                   |                   |
| Académica Coimbra | Académica Coimbra | Académica Coimbra | Académica Coimbra | Académica Coimbra |
| ----------------- | ----------------- | ----------------- | ----------------- | ----------------- |
| Taça de Portugal  | 1x                | 2011/12           |                   |                   |
| Sporting CP       |                   |                   |                   |                   |
| Taça de Portugal  | 1x                | 2014/15           |                   |                   |
| Portugal          |                   |                   |                   |                   |
| Europees kampioen | 1x                | 2016              |                   |                   |

1 Patrício ·
2 Alves ·
3 Pepe ·
4 Fonte ·
5 Guerreiro ·
6 Ricardo Carvalho ·
7 Ronaldo  ·
8 Moutinho ·
9 Éder ·
10 João Mário ·
11 Vieirinha ·
12 Lopes ·
13 Danilo ·
14 William Carvalho ·
15 Gomes ·
16 Sanches ·
17 Nani ·
18 Rafa ·
19 Eliseu ·
20 Quaresma ·
21 Cédric ·
22 Eduardo Carvalho ·
23 Adrien ·
Coach: Santos
1 Patrício ·
2 Alves ·
3 Pepe ·
4 Neto ·
5 Guerreiro ·
6 Fonte ·
7 Ronaldo  ·
8 Moutinho ·
9 A. Silva ·
10 B. Silva ·
11 Semedo ·
12 Sá ·
13 Danilo ·
14 Carvalho ·
15 Gomes ·
16 Pizzi ·
17 Nani ·
18 Gelson ·
19 Eliseu ·
20 Quaresma ·
21 Cédric ·
22 Beto ·
23 Adrien ·
Coach: Santos
1 Patrício ·
2 Alves ·
3 Pepe ·
4 M. Fernandes ·
5 Guerreiro ·
6 Fonte ·
7 Ronaldo  ·
8 Moutinho ·
9 A. Silva ·
10 João Mário ·
11 B. Silva ·
12 Lopes ·
13 Dias ·
14 Carvalho ·
15 Ricardo ·
16 B. Fernandes ·
17 Guedes ·
18 Gelson ·
19 Rui ·
20 Quaresma ·
21 Cédric ·
22 Beto ·
23 Adrien ·
Coach: Santos